# Gentile Bellini

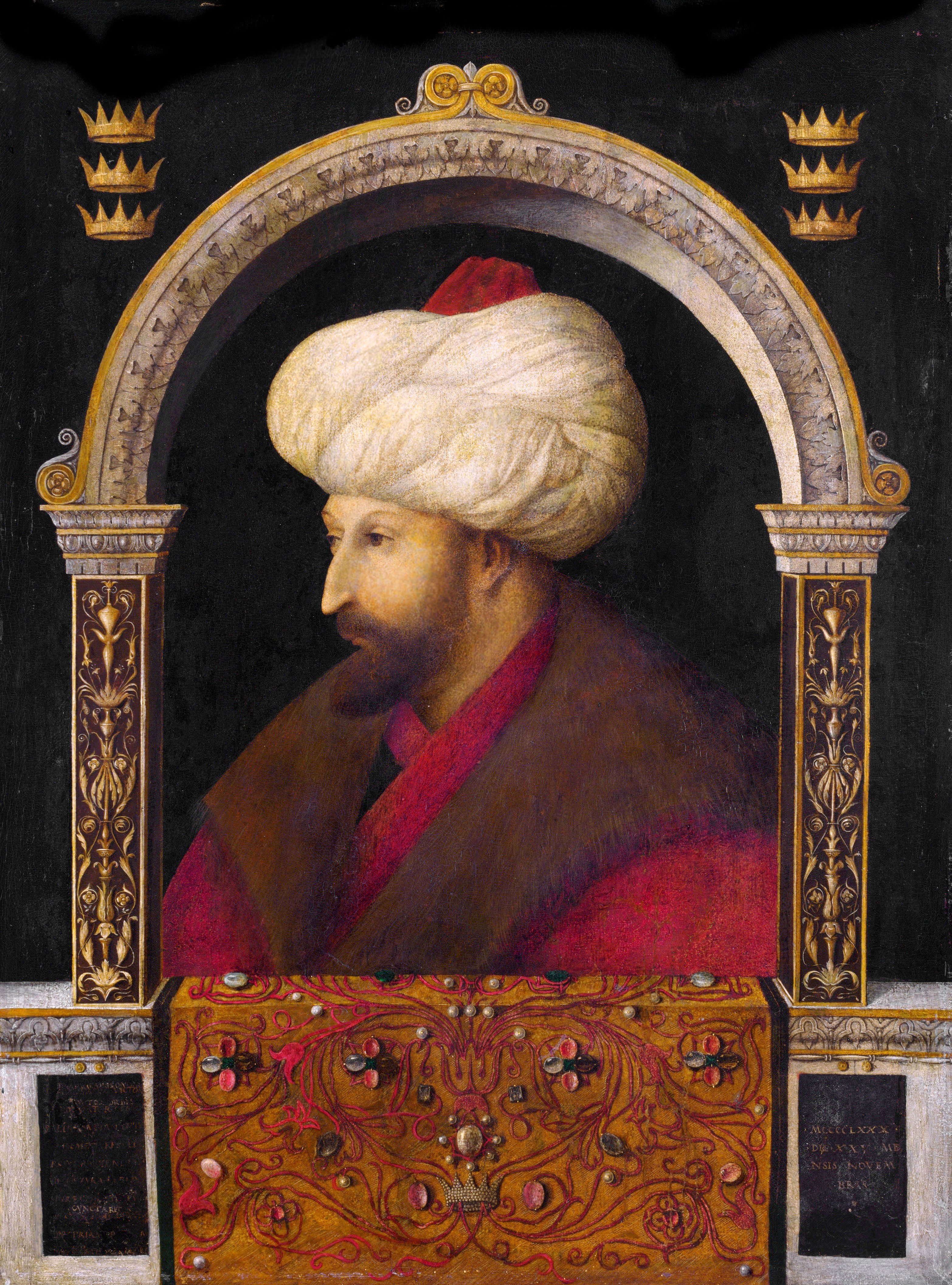
Retrato del sultán Mehmed II, en la National Gallery, Londres

Gentile Bellini (Venecia, c. 1429-idem, 23 de febrero de 1507) fue un pintor cuatrocentista italiano, miembro de una célebre familia de artistas que dio a la Escuela veneciana algunas de sus más importantes figuras en los albores del Renacimiento veneciano.

## Biografía
Educado artísticamente bajo el patronazgo de su padre Jacopo Bellini, sus primeros años se desarrollaron al abrigo del taller paterno, de quien fue ayudante al igual que su hermano Giovanni. Junto a ellos trabajó en las decoraciones de la Scuola Grande di San Marco (1466), concluidas ya con Gentile como jefe del negocio familiar pocos años después.
A la muerte de Jacopo, heredó los álbumes de su padre y ejerció la dirección del taller como primogénito que era. Mantuvo el prestigio paterno y fue muy admirado en su tiempo, si bien muchas de sus obras se han perdido. Prueba de ello es el hecho de que el emperador Federico III le nombrara eques (caballero) y comes palatinus (conde palatino) a su paso por Venecia en 1469, después de que Gentile le pintara un retrato. Se destacó por sus escenas narrativas y por sus retratos. 
A partir de 1474 fue el retratista oficial de la Venecia, encargado de realizar la efigie oficial de los sucesivos dogos. Poco después se le encargaría sustituir con grandes telas los frescos que para la Sala del Maggior Consiglio del Palacio Ducal de Venecia realizaran Gentile da Fabriano y Pisanello setenta años antes y que se encontraban en pésimas condiciones.
Entre 1479 y 1481 viajó a la Corte de Constantinopla, en calidad de emisario de la República de Venecia. Allí también realizó obras para el sultán Mehmed II, interesado en el arte italiano. En la National Gallery de Londres se conserva un retrato del soberano otomano ejecutado por Gentile durante su estancia.
Sus obras más famosas son las grandes telas que realizó para la Scuola di San Giovanni Evangelista: la Procesión de la Religión de la Santa Cruz (1496), el Milagro del Puente de San Lorenzo (1500) y la Curación de Pietro dei Ludovici (1501). El Museo Thyssen-Bornemisza de Madrid posee una gran tabla con el tema de La Anunciación.
Se encuentra enterrado en la Basílica de San Juan y San Pablo de Venecia, todo un honor y muestra del enorme prestigio de que el artista gozó durante toda su carrera, pues dicha iglesia era el lugar tradicional de enterramiento de los dogos de Venecia.
Fueron numerosos sus alumnos y ayudantes de taller: entre ellos figuran Vittore Carpaccio, Marco Marziale y Giovanni Mansueti.
La figura de Gentile Bellini fue notablemente eclipsada ya en vida por la de su padre Jacopo, uno de los primeros pintores en utilizar la pintura al óleo en el ámbito veneciano y, sobre todo, por su hermano Giovanni. Gentile representa la facción más conservadora de la escuela pictórica veneciana, apegada a la tradición cuatrocentista, mientras que Giambellino y sus seguidores marcan los derroteros que habían de seguir los nuevos tiempos, que culminarán poco después en figuras como Giorgione y por encima de todos, Tiziano. Sin embargo, la obra de su hermano mayor se ha visto revalorizada como fuente de información histórica. En efecto, podemos ver en sus grandes cuadros oficiales un fidedigno retrato de la sociedad veneciana de su tiempo.

## Obras destacadas

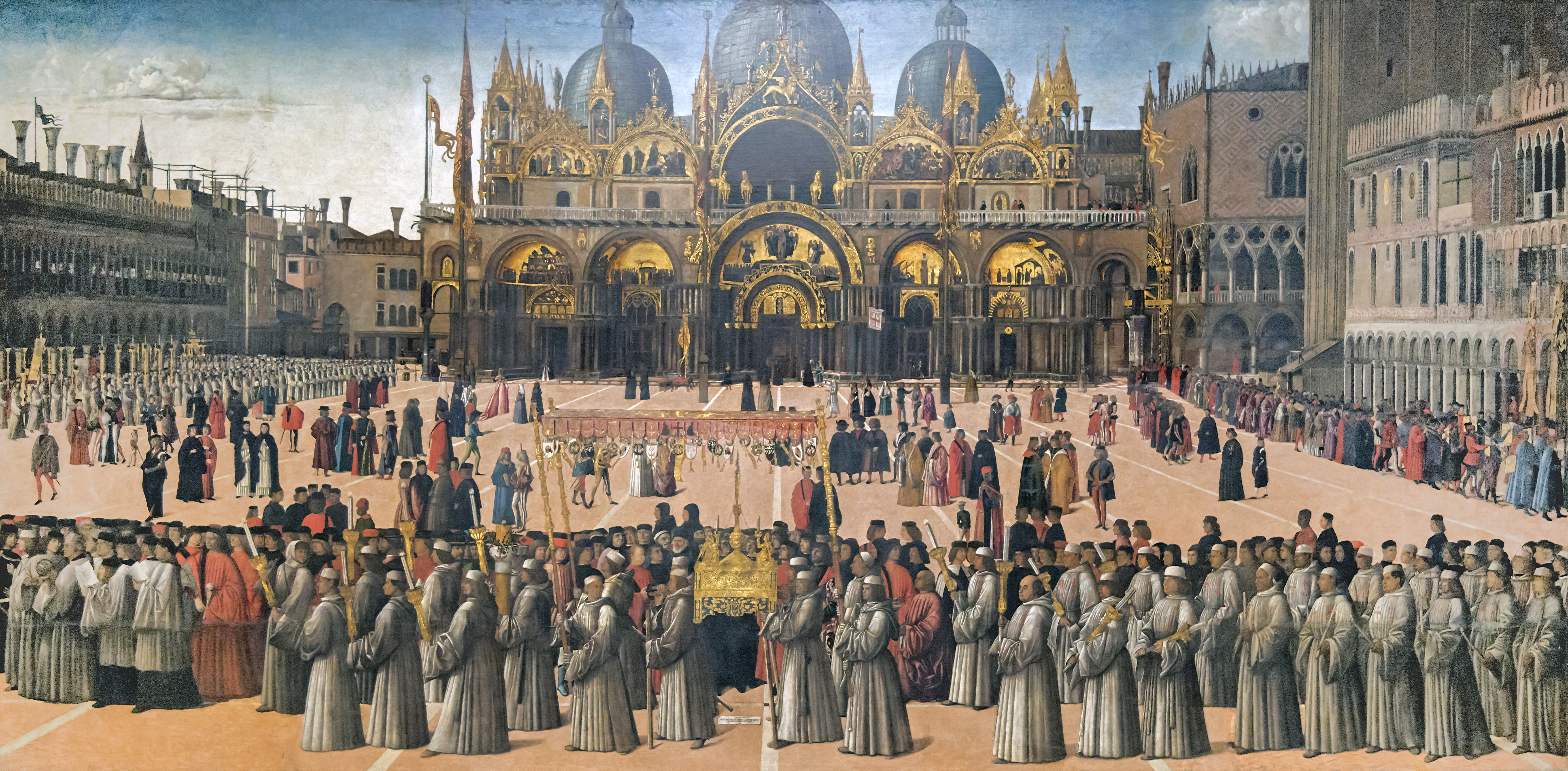
Procesión en la Plaza de San Marcos (Galería de la Academia de Venecia)

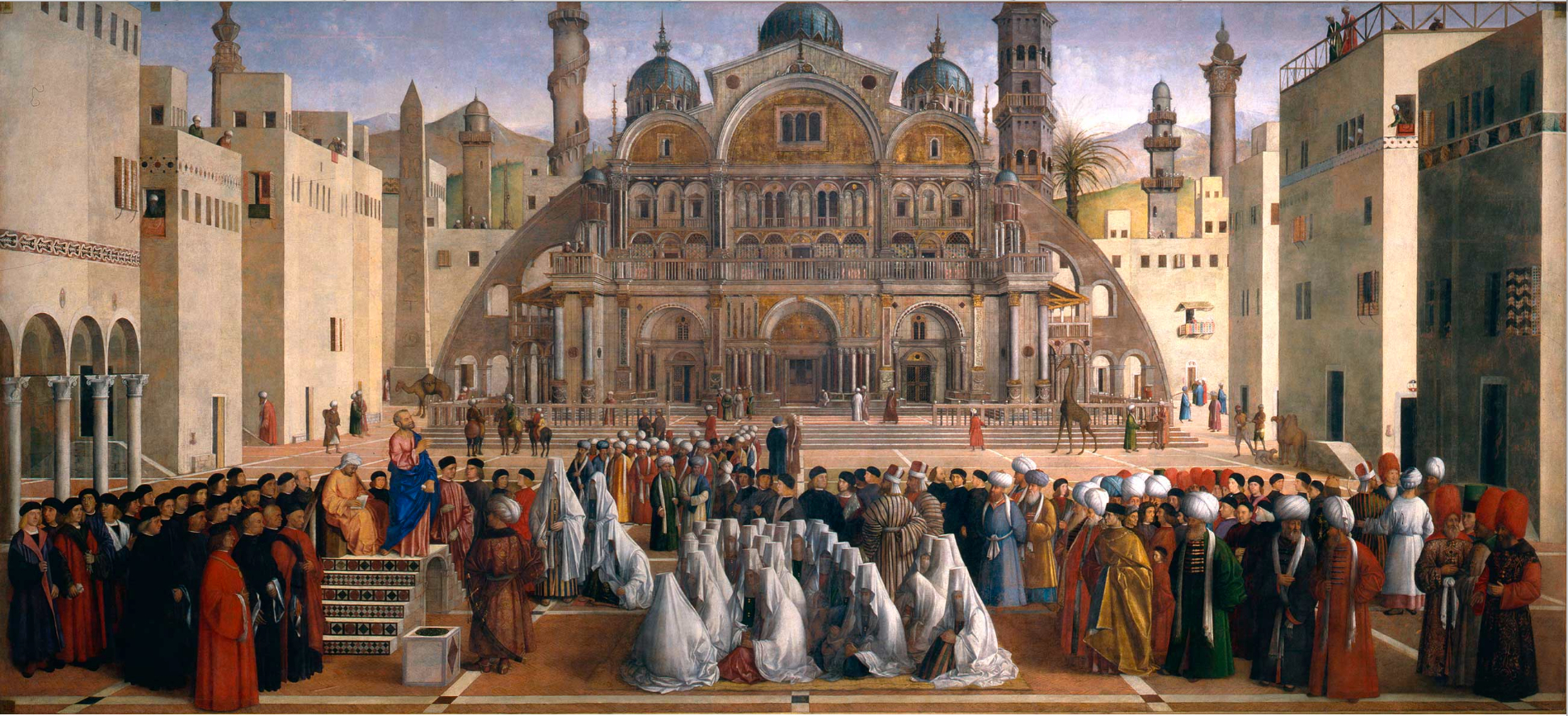
Predicación de San Marcos en Alejandría, Pinacoteca di Brera, Milán

- Retrato del beato Lorenzo Giustinian (1445, Galería de la Academia de Venecia)
- Anunciación (1465, Museo Thyssen-Bornemisza,
- El cardenal Bessarion con el relicario de la Cruz (1472-1473, National Gallery de Londres)
- Retrato del dogo Giovanni Mocenigo (1478, Museo Correr, Venecia)
- Retrato del sultán Mehmet II (1480, National Gallery de Londres)
- Retrato del dogo Agostino Barbarigo (1486, colección privada)
- Procesión en la Plaza de San Marcos (1496, Galería de la Academia de Venecia)
- Milagro de la Cruz en el Puente de San Lorenzo (1500, Galería de la Academia de Venecia)
- Retrato de Catalina Cornaro, reina de Chipre (1500, Szépmûvészeti Múzeum, Budapest)
- Curación de Pietro dei Ludovici (1501, Galería de la Academia de Venecia)
- Predicación de San Marcos en Alejandría (1504-1507, Pinacoteca di Brera, Milán), completada a su muerte por su hermano Giovanni.

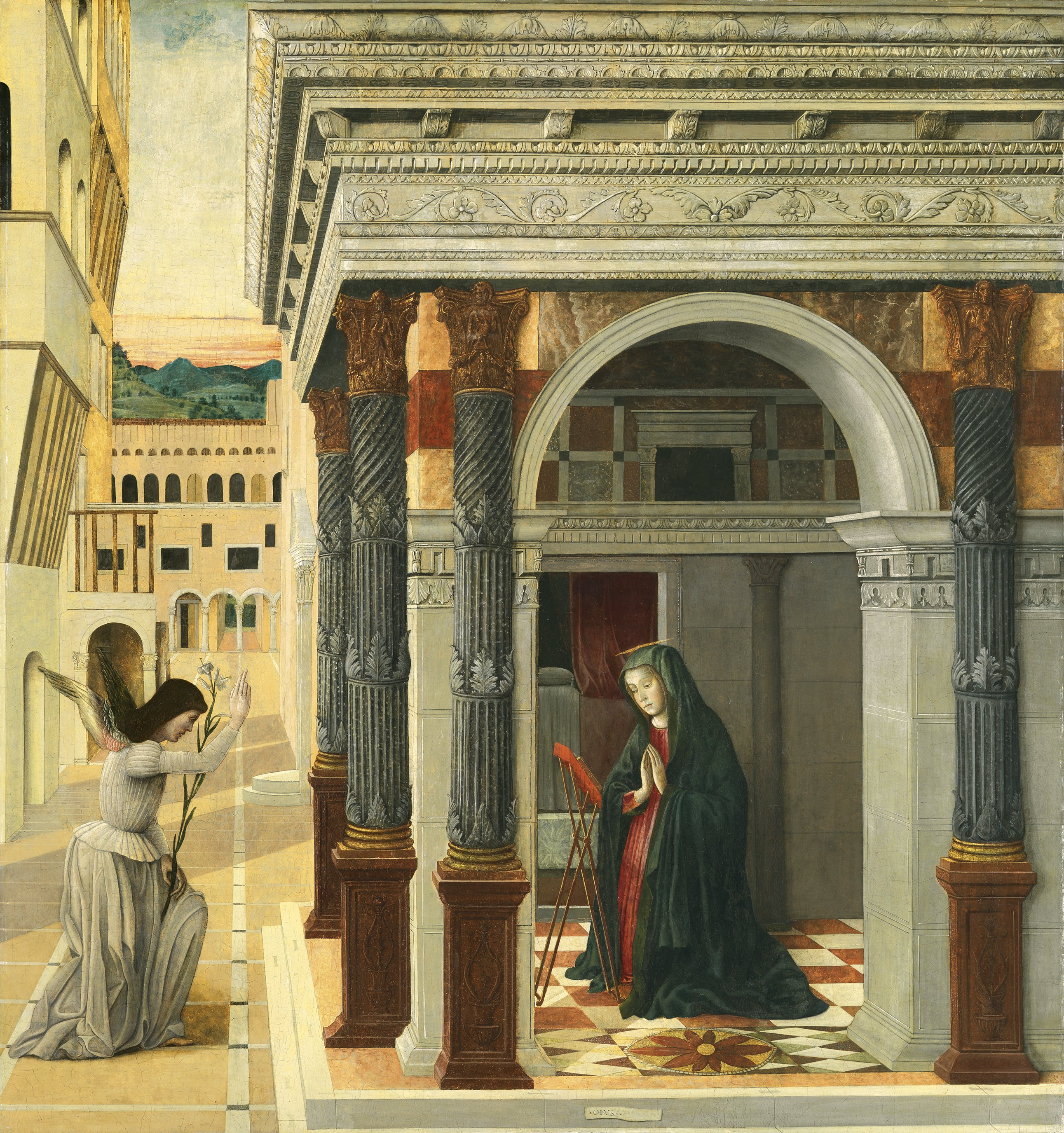
La Anunciación, Museo Thyssen-Bornemisza, Madrid.